# Jardim Julieta

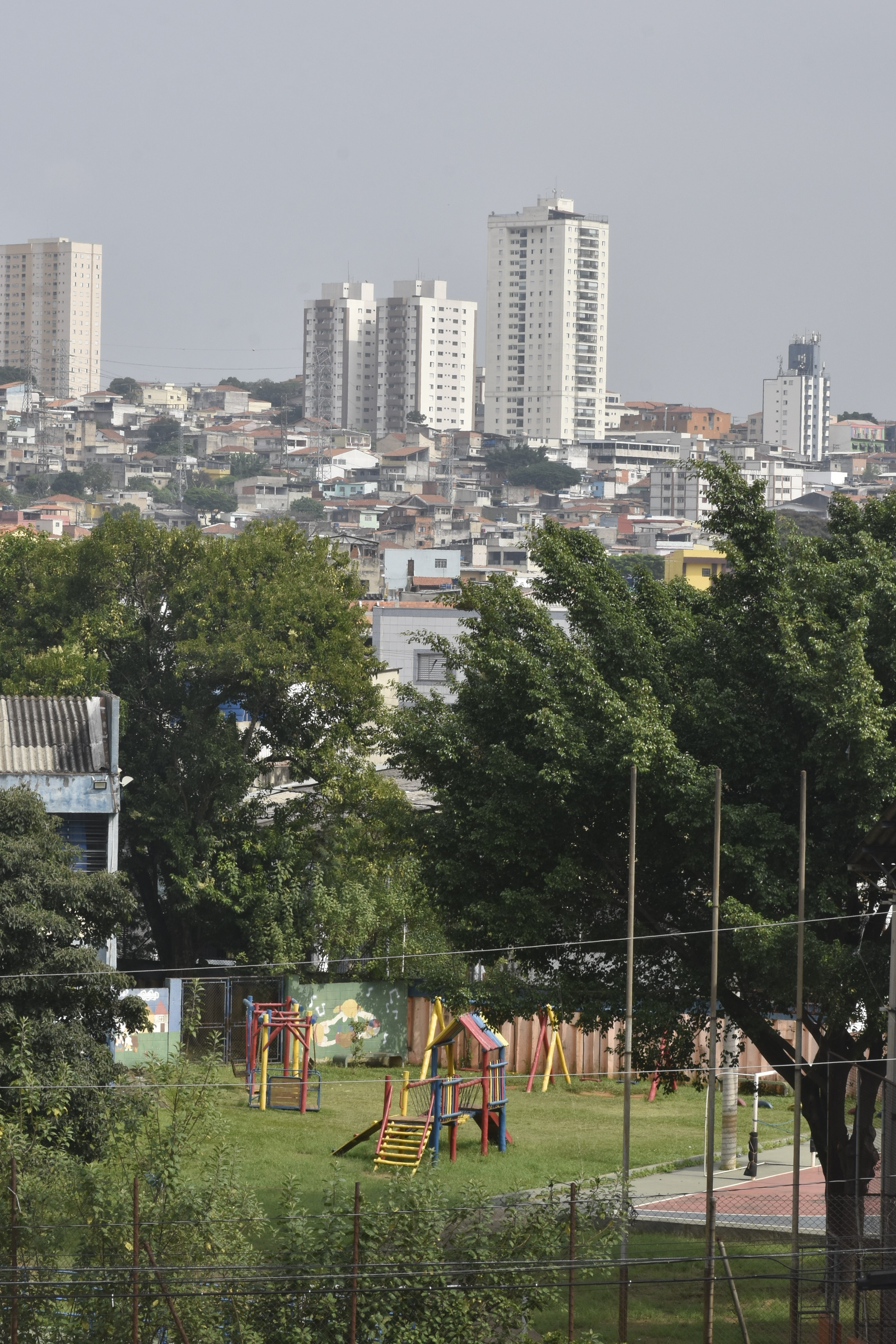
Parque com brinquedos da escola de Educação Básica que atende o bairro, com Vila Gustavo e região ao fundo.

O Jardim Julieta é um bairro da cidade de São Paulo, foi fundado em julho de 1981 situado no distrito da Vila Medeiros, na zona norte da cidade. Faz divisa com Guarulhos.
Por ser muito pequeno, o bairro muitas vezes é referido como Vila Sabrina, ou até Vila Medeiros, os quais são adjacentes. Sua população é composta por migrantes, de diferentes regiões do país, em especial do Norte e Nordeste, pertencentes às classes D e E. 
Em 1982, nos arredores do futuro Jardim Guançã, estava também previsto o Projeto Promorar Fernão Dias. Com o boato, a área foi invadida por residências irregulares. A administração da gestão da então prefeita Luiza Erundina (Partido dos Trabalhadores-SP) veio a oficializar a "necessidade social", implantando guias, sarjetas dessas moradias, causando o "fechamento de ruas e avenidas do Jardim Guançã" que previa, em sua planta original, uma infraestrutura arquitetônica e paisagística muito interessante e dando origem à chamada "Favela do Poeta", que compunha, até então, quase a totalidade do Jardim Julieta e responsável por boa parte dos índices de crimes e contravenção penal da região.
Em Junho de 2020, terreno próximo ao Terminal de Cargas da Fernão Dias, pertencente à SP Urbanismo e destinado a construção de 1.580 moradias pela Prefeitura de São Paulo, por meio da PPP da Habitação, foi invadido, e embora houvesse processo para a reintegração de posse, tendo sido inclusive emitida ordens de cumprimento da mesma, a própria prefeitura, requisitou que esses mandados não fossem cumpridos e ainda, que o processo fosse suspenso, sob a alegação que a mesma aguardava decisão do STF sobre a questão da reintegração de posse durante a pandemia de COVID, o que resultou na formação de mais uma comunidade no Jardim Julieta, conhecida como Favela da Pipa, fazendo os índices de criminalidade nos bairros ao redor, atingirem picos nunca vistos.
O Bairro está sub jurisdição da 1ª Companhia do Quinto Batalhão da Policia Militar do Estado de São Paulo, que recebeu notoriedade em Julho de 2016, por ter ao lado de uma de suas bases, um ponto de prostituição infantil e Junho de 2020, pelo batalhão ao qual faz parte, sofrer cerco e investigação por parte da Corregedoria da Policia Militar do Estado de São Paulo, por suspeita de esquema de propina, tráfico de drogas, roubo de fuzil, tiroteio forjado e até realização de festas, com bebida e drogas, durante horário de trabalho. Ainda guarnece o bairro, o 90º Distrito Policial da Policia Civil, notório por ter, em meados de 2020, quase 600 kg de maconha trocados por tijolos, barro, gesso e cal dentro de delegacia.